# Atanasio Puyal y Poveda

Atanasio Puyal y Poveda (Alpera, 2 de mayo de 1751 - Calahorra, 21 de octubre de 1827), eclesiástico español, que fue obispo de Calahorra y La Calzada.

## Episcopado

### Obispo Auxiliar de Toledo
Nombrado obispo auxiliar de Toledo y obispo titular de Caristo el 21 de junio de 1790, su consagración como obispo de Caristo  tuvo lugar el 8 de agosto de ese mismo año por el cardenal Francisco Antonio de Lorenzana y Butrón, arzobispo de Toledo, auxiliado por Manuel Abad y Lasierra, obispo de Astorga, y José Martínez Palomino y López de Lorena, obispo emérito de  Ciudad Real de Chiapas.

### Obispo de Calahorra y La Calzada
El 19 de agosto de 1814 fue nominado obispo de Calahorra y La Calzada, tomando posesión de esta sede episcopal el 26 de septiembre de ese mismo año y en la que estuvo hasta su fallecimiento el 21 de octubre de 1827.